# بونریاکو
بونریاکو (به ژاپنی: 文暦 Bunryaku)، نام یک عصر تاریخی ژاپنی بود. این عصر بعد از تنپوکو و قبل از کاتی (دوره کاماکورا) قرار داشت و نوامبر ۱۲۳۴ تا سپتامبر ۱۲۳۵ میلادی به طول انجامید. در طی این عصر امپراتور شیجو، امپراتور ژاپن بود.